# روسيلنيوس
روسلان (1050 - 1125) ، (بالإنجليزية: Roscellinus)‏، هو فيلسوف سكولاستي فرنسي. مؤسس الفلسفة الإدراكية والتي تقول بأن المفاهيم المجردة، أو الكليات، ليس لها وجود حقيقي وأنها لا تعدو أن تكون مجرد أسماء.